# کارل بتز
کارل بتز (انگلیسی: Carl Betz؛ ۹ مارس ۱۹۲۱ – ۱۸ ژانویهٔ ۱۹۷۸) یک هنرپیشه اهل ایالات متحده آمریکا بود.